# World Series of Poker 1995
De World Series of Poker 1995 werd gehouden in de Binion's Horseshoe in Las Vegas.

## Toernooien
| Onderdeel                      | Winnaar              | Prijs    | Tweede            |
| ------------------------------ | -------------------- | -------- | ----------------- |
| $1,500 limit hold'em           | Christian Van Hees   | $315,000 | Eli Balas         |
| $1,500 Seven Card Stud         | Valter Farina        | $144,600 | Stavros Karabinas |
| $1,500 Limit Omaha             | Berry Johnston       | $91,200  | Daniel Bakker     |
| $1,500 Chinese poker           | John Tsagaris        | $41,400  | Bruce Cohen       |
| $1,500 Seven Card Stud Split   | Rod Peate            | $127,200 | Steve Hohn        |
| $1,500 Seven Card Razz         | Mickey Sisskind      | $82,800  | Leroy Baca        |
| $1,500 Omaha 8 or better       | Max Stern            | $140,400 | Cong Do           |
| $1,500 No Limit Hold'em        | Richard Klaiman      | $205,875 | Byron Wolford     |
| $1,500 Pot Limit Omaha         | Phil "Doc" Earle     | $143,400 | Ron Graham        |
| $1,500 Pot Limit Hold'em       | Peter Vilandos       | $148,500 | Mick Cook         |
| $5,000 Deuce to Seven Draw     | John Bonetti         | $101,250 | Johnny Chan       |
| $2,500 Seven Card Stud Split   | Men Nguyen           | $96,000  | Steve Nixon       |
| $2,500 Omaha 8 or better       | Marlon De Los Santos | $119,000 | Jim Douglas       |
| $1,500 Ace to Five Draw        | Clifford Roof        | $81,600  | Tony Bolton       |
| $5,000 Chinese poker           | Steve Zolotow        | $112,500 | Doyle Brunson     |
| $2,500 Limit Hold'em           | Men Nguyen           | $186,000 | Carl McKelvey     |
| $2,500 Seven Card Stud         | Dan Robison          | $140,000 | John Spadavecchia |
| $2,500 Pot Limit Omaha         | Hilbert Shirey       | $137,000 | Phil Mazzella     |
| $2,500 Pot Limit Hold'em       | Hilbert Shirey       | $163,000 | Tom Jacobs        |
| $5,000 Seven Card Stud         | Anthony DeAngelo     | $130,000 | T.J. Cloutier     |
| $2,500 No Limit Hold'em        | Dan Harrington       | $249,000 | John Gordon       |
| $5,000 Limit Hold'em           | Mickey Appleman      | $234,000 | Humberto Brenes   |
| $1,000 Ladies' Seven Card Stud | Starla Brodie        | $35,200  | Karen Wolfson     |

## Main Event
Het Main Event was het grootste toernooi van de World Series of Poker 1994. Het is een 10.000 dollar No-Limit Texas Hold'em toernooi. De winnaar van dit toernooi wordt gezien als de officieuze wereldkampioen poker. Er deden in totaal 273 spelers mee.

### Finaletafel
| Positie | Naam             | Prijs      |
| ------- | ---------------- | ---------- |
| 1ste    | Dan Harrington   | $1,000,000 |
| 2de     | Howard Goldfarb  | $519,000   |
| 3de     | Brent Carter     | $302,250   |
| 4de     | Hamid Dastmalchi | $173,000   |
| 5de     | Barbara Enright  | $114,180   |
| 6de     | Chuck Thompson   | $86,500    |

1970 · 1971 · 1972 · 1973 · 1974 · 1975 · 1976 · 1977 · 1978 · 1979 · 1980 · 1981 · 1982 · 1983 · 1984 · 1985 · 1986 · 1987 · 1988 · 1989 · 1990 · 1991 · 1992 · 1993 · 1994 · 1995 · 1996 · 1997 · 1998 · 1999 · 2000 · 2001 · 2002 · 2003 · 2004 · 2005 · 2006 · 2007 · 2008 · 2009 · 2010 · 2011 · 2012 · 2013 · 2014 · 2015 · 2016 · 2017 · 2018 · 2019 · 2020 · 2021 · 2022 · 2023 · 2024